# ترشيش (التوراتية)
ترشيش (بالعبرية" תַּרְשִׁישׁ) هي موقع جغرافي ذكر في الكتاب المقدس العبري بعدة معان وأماكن غير مؤكدة، غالبًا ما قد تكون مكانًا (على الأرجح مدينة أو منطقة كبيرة) عبر البحر من أرض إسرائيل وفينيقيا (ترشيش حاليًا اسم قرية في منطقة جبل لبنان في لبنان). وقيل إن ترشيش كانت تصدر كميات هائلة من المعادن المهمة إلى فلسطين وفينيقيا. كما ذكر اسم ترشيشي في النقوش الأكادية لإسرحدون (الملك الآشوري المتوفى عام 669 قبل الميلاد) وكذلك على النقوش الفينيقية على حجر نورا. لم يتم تحديد موقعه الدقيق على الإطلاق، وقد ضاع في نهاية العصور القديمة. نشأت الأساطير حولها مع مرور الوقت بحيث أصبحت هويتها موضوع بحث علمي والتعليق لأكثر من ألفي عام. تنبع أهميتها جزئيًا من حقيقة أن المقاطع التوراتية العبرية تميل إلى فهم ترشيش كمصدر لثروة الملك سليمان العظيمة من المعادن - خاصة الفضة، ولكن أيضًا الذهب والقصدير والحديد (حزقيال 27). وبحسب ما ورد تم الحصول على المعادن بالشراكة مع الملك حيرام ملك صور الفينيقي (أشعيا 23)، ومع مالكي أساطيل سفن ترشيش. لكن تدمير معبد سليمان من قبل البابليين جعل اكتشاف أدلة اثرية صعبا.
هناك من قال أن ترشيش كانت على الساحل الغربي للبحر الأبيض المتوسط إلى ى جانب المدن الفينيقية لكن الباحثون رفضوا هذه المقولات لعدم وجود أي دليل أثري عن وجود مدن أو ممالك مزدهرة في تلكا لأماكن في الفترة بين عامي 1200 ق.م و 800 ق.م.
في الترجمة السبعونية، والنسخه اللاتينية للانجيل، وفي الترجومهناك ذكر أن ترشيش هي قرطاج، كما اعتبرها أخرون وقت مبكر من 1646 بأنها تارتيسوس في هيسبانيا القديم (شبه الجزيرة الايبيرية)، بالقرب من هويلفا واشبيلية اليوم.  أحد التعرفات المحتملة بأنها مدينة طرسوس الداخلية في سيليسيا (جنوب وسط تركيا).
اقترح الباحثان الأمريكيان ويليام ف. أولبرايت (1891-1971) وفرانك مور كروس (1921-2012) أن ترشيش هي سردينيا بسبب اكتشاف حجر نورا، الذي يشير كتابته الفينيقية إلى ترشيش.

## الكتاب المقدس العبري
ذكرت ترشيش 24 مرة في النص الماسوري للكتاب العبري بمعاني مختلفة:
- سفر التكوين 10:4 يسرد أحفاد يافت، ابن نوح، كـ «وَأبْناءُ ياوانَ هُمْ ألِيشَةُ وَتَرْشِيشُ وَكِتِّيمُ  وَدُودانِيمُ.». هذا مدون حرفيا في أخبار الأيام الأولى 1: 7.
- ذكر في الملوك الأولى 10:22 الملوك 1 إلى أن الملك سليمان كان لديه "أسطول من سفن يرسلها إلى ترشيش" في البحر مع أسطول حليفه الملك حيرام من صور. وهذا " وَامتَلَكَ المَلِكُ أُسطُولاً مِنَ السُّفُنِ كانَ يُرسِلُها إلَى مَدِينَةِ تَرْشِيشَ مَعَ سُفُنِ حِيرامَ. وَكانَتِ السُّفُنُ تعُودُ كُلَّ ثَلاثِ سَنَواتٍ مُحَمَّلَةً بِحُمُولَةٍ جَدِيدَةٍ مِنَ الذَّهَبِ وَالفِضَّةِ وَالعاجِ وَالقُرودِ وَالطَّواوِيسِ". " يتكرر هذا في 2 أخبار 20:37 وفي مزمور 48: 7 الذي يسجل "بالرياح الشرقية حطمت سفن ترشيش". من هذه الآيات، يعتبر المعلقون أن "سفن ترشيش" استخدمت للدلالة على أي سفن تجارية كبيرة مخصصة للرحلات الطويلة أيا كانت وجهتها، [1] وتذهب بعض ترجمات الكتاب المقدس، لترجمة عبارة السفينة (السفن) من ترشيش كـ "سفينة (سفن) تجارية".
- ذكر في المزامير 72:10 ، وهو المزمور الذي يفسر في كثير من الأحيان على أنه يهودي مسيحي في التقاليد اليهودية والمسيحية، " لِيَأتِهِ مُلُوكُ تَرْشِيشَ وَالسَّواحِلِ بِهَدايا، وهناك من يشير إلى أن ترشيش كانت جزيرة كبيرة.[5]
- اشعياء يحتوي على ثلاث نبوءات تذكر ترشيش. أولاً 2:16 "ضِدَّ كُلِّ سُفُنِ تَرشِيشَ، وَكُلِّ السُّفُنِ الجَمِيلَةِ." ثم يذكر ترشيش بإسهاب في الفصل 23 عندما تنباء بدمار صور. 23:1 و 14 كرر "حائل يا سفن ترشيش، لأن صور قد ضُيعت بلا بيت أو ميناء و 23: 6 "اعبروا إلى ترشيش، يا أهالي الساحل!". تعرف 23:10 صور بأنها "ابنة ترشيش" وقد انعكست هذه النبوءات في إشعياء 60:9 حيث " لأنَّ السَّواحِلَ تَنتَظِرُنِي، وَسُفُنُ تَرشِيشَ سَتَأتِي أوَّلاً، لِتَأتِيَ بِأولادِكِ مِنَ الأراضِي البَعِيدَةِ، وَمَعَهُمْ فِضَّتُهُمْ وَذَهَبُهُمْ، دجلِ مَجدِ إلَهِكِ،"، 66:19 " سَأضَعُ فِيهِمْ عَلامَةً، وَسَأُرسِلُ النّاجِينَ مِنهُمْ إلَى تَرشِيشَ وَفُولَ وَلُودَ – المشهُورَةِ بِرُماةِ السِّهامِ – وَماشِكَ وَتُوبالَ وَياوانَ، وَإلَى الجُزُرِ البَعِيدَةِ الَّتِي لَمْ تَسمَعْ بِي وَلَمْ تَرَ مَجدِي، فَيُخبِرُونَ بِمَجدِي وَسَطَ تِلكَ الأُمَمِ."
- يذكر إرميا ترشيش فقط بالمرور كمصدر للفضة؛ 10:9 «وَالفِضَّةُ المُطرُوقَةُ تُجلَبُ مِنْ تَرشِيشَ، وَالذَّهَبُ مِنْ أُوفازَ.»
- حزقيال يحتوي على نبوءتين تصفان علاقات إسرائيل التجارية مع ترشيش. الأول هو بأثر رجعي في 27:12 ««‹رِجالٌ مِنْ تَرْشِيشَ كانُوا تُجّارَكِ. وَكانُوا يَتَعامَلُونَ بِكُلِّ بَضائِعِ ثَروَتِهِمْ: الفِضَّةِ وَالحَدِيدِ وَالقَصدِيرِ وَ الرَّصاصِ.» أما الثانية في حزقيال 38:13 فهي نبوءة مستقبلية عن «تَقُولُ لَكَ سَبَأُ وَدَدانُ وَتُجّارُ تَرشِيشَ وَكُلُّ مُحارِبُوها: ‹هَلْ أتَيتَ لِأخذِ غَنائِمِ الحَربِ؟ هَلْ جَمَعْتَ جُيُوشَكِ لِأجلِ النَّهبِ؟ هَلْ جِئتَ لِأخذِ فِضَّةٍ وَذَهَبٍ وَماشِيَةٍ وَأملاكٍ أُخْرَى؟ هَلْ أتيتَ لِأخذِ غَنائِمِ حَربٍ كَثِيرَةٍ»
- يذكر في سفر يونان ترشيش كمكان بعيد: «لَكِنَّ يُونانَ انطَلَقَ لِيَهرُبَ إلَى تَرْشِيشَ بَعِيداً عَنْ وَجهِ اللهِ.»[6] وهناك تفسير على أنها على البحر الأبيض المتوسط لأن غالبًا ما تتقطع السفن التي تستخدم الأشرعة بدون رياح، بينما يمكن للسفن ذات المجاذيف أن تتابع في رحلتها.[7] لذلك، فإن السفن التجارية على الأرجح كانت ستستخدم المجاذيف بدلاً من الأشرعة أثناء محاولة يونان الهرب إلى ترشيش، مما أدى إلى تمرده على الإله العبري يهوه مما جعل البحارة يرمونه من على السفينة فابتلعته سمكة كبيرة (تسمى أحيانًا «الحوت»)، وتقيأته إلى أرض جافة بأمر من الله. ثم توجه إلى نينوى، المعروفة الآن باسم الموصل، في العراق.

## مصادر من العصر القديم والكلاسيكي

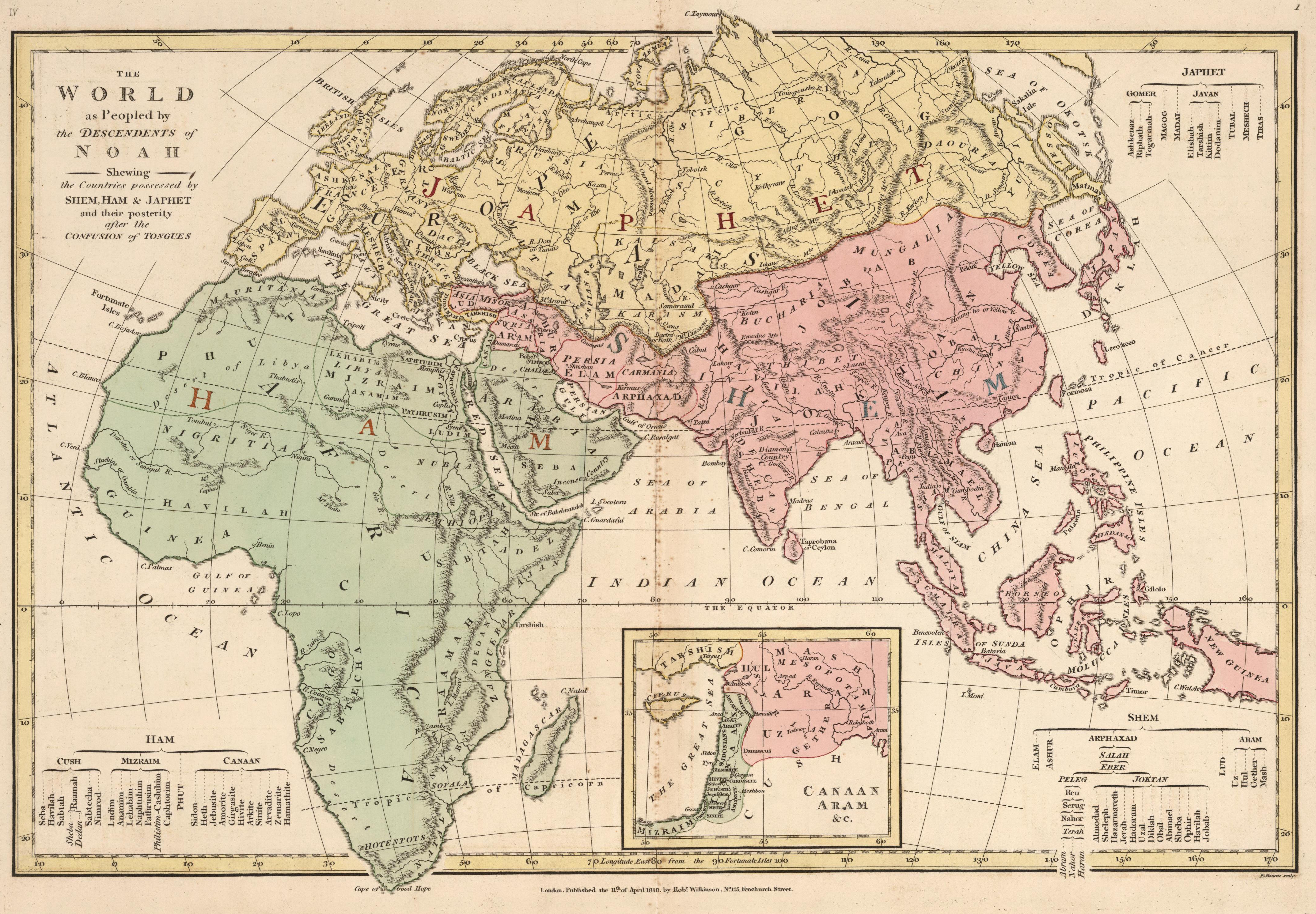
في خريطة من القرن التاسع عشر بعنوان "العالم المأهول من أحفاد نوح "، والتي تبين "ترشيش"، في الريف حول طرسوس في جنوب شرق الأناضول.